# Gora Promezhutochnaja
Gora Promezhutochnaja (englische Transkription von russisch Гора Промежуточная Gora Promeschutotschnaja, deutsch ‚Mittelstufenberg‘) ist ein Nunatak im ostantarktischen Mac-Robertson-Land. Er ragt im Mawson Escarpment auf.
Russische Wissenschaftler benannten ihn.